# La lligacama de Gertie
La lligacama de Gertie (títol original: Getting Gertie's Garter) és una pel·lícula de comèdia estatunidenca de 1945 escrita i dirigida per Allan Dwan i protagonitzada per Dennis O'Keefe, Marie McDonald i Barry Sullivan. Està doblada al català.
La pel·lícula està basada en l'obra homònima de 1921 de Wilson Collison i Avery Hopwood. L'obra va ser prèviament adaptada a la pantalla com a pel·lícula muda estrenada el 1927 per Metropolitan Pictures i protagonitzada per Marie Prevost i Charles Ray.

## Argument
Per evitar l'escàndol, un científic en ascens lluita per recuperar una lligacama amb inscripcions d'un antic amor a la vigília del seu casament.

## Repartiment
- Dennis O'Keefe com Dr. Kenneth B. Ford
- Marie McDonald com Gertie Kettering
- Barry Sullivan com Ted Dalton
- Binnie Barnes com Barbara
- J. Carrol Naish com Charles
- Sheila Ryan com Patty Ford
- Jerome Cowan com Billy
- Frank Fenton com Winters

## Producció
El rodatge havia de començar el 22 de març de 1945. Tanmateix, això es va ajornar a causa d'una vaga laboral a Hollywood en aquell moment.